# Maleo
Maleo (lombardul: Malé) település Olaszországban, Lombardia régióban, Lodi megyében. Lakosainak száma 3001 fő (2023. január 1.). Maleo Castelgerundo, Codogno, Corno Giovine, Pizzighettone, Santo Stefano Lodigiano, Cornovecchio és San Fiorano községekkel határos.

## Népesség
A település lakossága az elmúlt években az alábbi módon változott:
| Lakosok száma | 3109 | 3133 | 3001 |
|               | 2017 | 2018 | 2023 |